# Francis Lovell, 1. viscount Lovell
Francis Lovell, 9. baron Lovell, 6. baron Holand, senere 1. viscount Lovell KG (1456 – sandsynligvis 1487) var en engelsk adelsmand, der var en støtte til kong Richard 3. under Rosekrigenene. Sir William Catesby, Sir Richard Ratcliffe og Lovell var blandt Richards nærmeste tilhængere, kendt som "katten, rotten og Lovell vor hund" i et anti-Richard satirevers. Ud over at være en støtte anses Lovell for at have været Richards bedste ven.
Lovell fortsatte at kæmpe for Huset York i de første år af Henrik 7.'s regeringstid, men hans skæbne er ukendt, efter at han forsvandt efter York-fraktionens endelige nederlag i Slaget ved Stoke Field i 1487.

## Opvækst
Francis var søn af John Lovell, 8. baron Lovell og Joan Beaumont, datter af John Beaumont, 1. viscount Beaumont. Da hans far døde, arvede den sandsynligvis 8-årige Francis titlerne baron Lovell og baron Holand. Han blev en myndling under Edvard 4. af England, der overgav ham til Richard Neville, 16. jarl af Warwick, hvor Edvards yngste bror Richard, hertug af Gloucester også tilbragte en vis tid. Det kan have været der, at de to unge mænd først dannede deres nære venskab.
I 1466 blev han gift med Anne FitzHugh, datter af Henry FitzHugh, 5. baron FitzHugh. FitzHugh havde giftet sig med jarlen af Warwicks søster Alice Neville og støttede Warwicks oprør mod Edvard 4. i 1470. Da benådningen til Henry, Lord FitzHugh, også gjaldt Francis Lovell, kan det antages, at Francis på dette tidspunkt boede hos sin svigerfar. Da Edvard 4. havde genoprettet sit styre i 1471, tildelte han formynderskabet over Francis Lovell, som stadig var mindreårig, til sin søster Elizabeth og hendes mand John de la Pole, 2. hertug af Suffolk.
Ved sin bedstemor Alice Deincourts død i 1474 arvede han en stor ejendom, herunder landområder i baronierne Deincourt, Grey af Rotherfield og det feudale barony Bedale, der i lang tid havde været i af familien Stapletons besiddelse. Disse familiers våbenskjold optræder alle på hans Hosebåndsrdens messingplade i St George's Chapel og i farvede glasvinduer i Carlton Towers. Han var nu en af de rigeste baroner i England, der ikke havde et jarldømme eller hertugdømme.

## Tilhænger af Richard 3.
Lovell blev en tilhænger af sin ven, Richard, hertug af Gloucester, som han også var knyttet til gennem deres respektive ægteskaber. Hans hustru, Anne FitzHugh var kusine til Richards hustru Anne Neville. Lovell tjente under Richard under invasionen af Skotland i 1482 og blev for det slået til ridder af Richard samme år. Efter Edvard 4.'s død den 9. april 1483 blev han en af sin velynders stærkeste tilhængere, skønt han ikke synes på det tidspunkt at have taget en aktiv politisk rolle. Han blev ophøjet til viscount den 4. januar 1483, og mens han stadig var rigsprotektor, gjorde Richard han ham til Chief Butler og konstabel for Wallingford Castle.
Richard besteg tronen den 26. juni 1483. Ved hans kroning den 6. juli 1483 bar Francis Lovell det tredje statssværd. Lovell blev forfremmet til embedet som Lord Chamberlain, som afløser den afdøde William Hastings, og blev slået til ridder af Hosebåndsordenen i 1483. Lovell hjalp til med at Henry Stafford, 2. hertug af Buckinghams oprør (1483) ned.

## Bosworth og tiden efter
I juni 1485 blev Lovell udpeget til at bevogte sydkysten for at forhindre af Henrik Tudors landing. Henrik Tudor landede dog i Wales nær Milford Haven og undgik dermed det stærkere forsvar på den engelske sydkyst. Selvom ingen beretninger om slaget nævner Lovell, ser det ud til, at han kæmpede for Richard i Slaget ved Bosworth Field (22. august 1485). To beretninger skrevet umiddelbart efter slaget regner ham som blandt de faldne. I realiteten undslap han. Efter slaget flygtede Lovell til asyl i Colchester og flygtede derfra året efter for at organisere et oprør i Yorkshire, der forsøgte at tage Henrik 7. til fange. Efter denne sammensværgelses fiasko forsøgte Lovell selv at tage Henrik 7. til fange i York, og han menes at have stået bag et mordforsøg på Henry i York. Efter at begge disse forsøg var mislykkedes, sluttede han sig først sammen med oprørere ved Furness Falls og flygtede senere til Margrete af York i Flandern.
Som en af lederne i York-fraktionen tog Lovell en fremtrædende rolle i Lambert Simnels foretagende. Med John de la Pole, jarl af Lincoln, fulgte han tronprætendent til Irland og kæmpede for ham i Slaget ved Stoke Field den 16. juni 1487. Han blev set undslippe fra slaget og kan til sidst være flygtet til Skotland, hvor Jakob 4. den 19. juni 1488 udstedte sikker passage til ham. Der er dog ingen tegn på, at han nogensinde ankom til eller boede i Skotland, og der er ingen yderligere oplysninger om Lovells skæbne.
Francis Lovells hustru, Anne Fitzhugh, modtog en livrente på 20 £ i 1489. Hun levede stadig i 1495, men datoen for hendes død er ikke kendt.

## Senere beretninger om hans død
Francis Bacon fortæller, at han ifølge en beretning levede længe efter i en hule eller hvælving.
Mere end 200 år senere, i 1708, blev et mandligt skelet fundet i et hemmeligt kammer i familiens palæ i Minster Lovell i Oxfordshire, og det blev antaget, at Lovell havde skjult sig der og døde af sult. Selvom denne historie er meget malerisk, synes det usandsynligt at den er sand. Francis Lovell havde næppe brugt nogen tid i Minster Lovell og ville ikke have haft en trofast tjener der, der ville skjule ham i årevis. Derudover var herregården blevet tildelt Jasper Tudor, hertug af Bedford, Henrik Tudors onkel, og den var derfor næppe et passende skjulested for Francis Lovell.
Gedling Church og Stoke Bardolph Castle, forfædrenes hjem for Joan Bardolph, der var Francis oldemor, ligger kun få km fra slagmarken i Stoke. Det er muligt, at Francis forsøgte at flygte over floden ved Fiskerton, men blev enten dræbt eller døde senere af sine sår, idet hans lig blev begravet under fliserne i Gedling Church for at forhindre den sikre skæbne at blive "hængt, trukket og parteret".